# Bobartia filiformis
Bobartia filiformis là một loài thực vật có hoa trong họ Diên vĩ. Loài này được (L.f.) Ker Gawl. miêu tả khoa học đầu tiên năm 1827.